# 下川佳代
下川 佳代（しもかわ かよ）は、日本の作曲家、編曲家、音楽プロデューサー。主に北海道を拠点に活動している。夫は作曲・編曲家の田中一志。

## 概要
作家、編曲家として数々の制作へ参加。藍井エイル、茅原実里、石川由依などへ編曲、楽曲プロデュース、楽曲提供などを手掛ける。Galileo Galileiではブラス、コーラスアレンジ、レコーディングへ参加。また、TVアニメ『Fate/Zero』、『ノブナガ・ザ・フール』では挿入歌の作曲・編曲を担当。また、タレントの大泉洋らが所属するTEAM NACSの舞台音楽、CD制作をはじめ、所属事務所のCREATIVE OFFICE CUE関連の音楽制作にも数多く関わっている（その際、シモシモ名義が多い）。北海道テレビ放送のバラエティ番組『ドラバラ鈴井の巣』での音楽やテレビ、ラジオCM、イベント、商業施設など多方面にわたり楽曲を手掛けている。並行して自身のソロプロジェクトtuLaLa名義で2018年に1st album「shizuku」を全国発売。収録曲がACジャパン（北海道）のCM起用や、Spotifyの公式プレイリストで多数選曲。ROTH BART BARONと共に渋谷wwwにてイベント主催や、UQiYOの151Aプロジェクトへremixやsleepy.abの編曲で参加。2000年よりパートナーの田中一志と札幌にてChameleon labelの活動をスタート。sleepy,abをはじめとするアーティストの発掘、制作、サポートを行う。2015年にAIR-G'にてKayo's Radio「ECCENTRIC CHIC」のレギュラーラジオ番組でパーソナリティーを担当など多方面で活躍中。

## ”tuLaLa”（下川佳代ソロプロジェクト）作詞・作曲・編曲
- 2017年1月 エレクトロ集団UQiYO 151Aプロジェクトへ参加-remix
- 2017年10月 Aqua(feat.成山剛）配信リリース
- 2017年11月 Aquaさっぽろホワイトイルミネーションコラボレートソングへ。３年連続で抜擢
- 2018年5月23日 tuLaLa1stミニアルバム「shizuku」リリース
- 2019年2月 渋谷wwwにてtuLaLa presents"Strings"開催。（ROTH BART BARON共同開催）
- 2019年7月 Aqua / ACジャパン（北海道）2019年CMへ起用
- 2019年11月 Caution Icy (feat.三船雅也）配信リリース
- 2020年1月 sleepy.ab「息継ぎ」編曲

## リリース楽曲
- 2015年、「知覚されるアート展」映像作品へ楽曲提供 ＠札幌モエレ沼公園ガラスのピラミッド
- 2016年 「nostalgia 」- 作曲・編曲・演奏（デジタル配信リリース）
- さっぽろホワイトイルミネーションコラボレートソング（11.04 iTunes storeリリース）

## 作曲・編曲・プロデュース
上田麗奈（ランティス）
- きみどり（アルバムEmpathyより） -  編曲

石川由依（ランティス）
- 花染めに想いを - 作曲（『UTA-KATA 旋律集 Vol.1 ～夜明けの吟遊詩人～』より）
- TVアニメ『ヴァイオレット・エヴァーガーデン』Vocal album「Letter and Doll」- 編曲

藍井エイル（Sony Music）
- MEMORIA（TVアニメ『Fate/Zero』エンディングテーマ） - サウンドプロデュース・編曲
- MEMORIA orchestra ver. - 編曲
- AURORA（TVアニメ『機動戦士ガンダムAGE』 第四部・三世代編オープニングテーマ） -  編曲（重永亮介と共作）
- INNOCENCE (TVアニメ『ソードアート・オンライン』 フェアリィ・ダンス編オープニングテーマ）- 編曲（重永亮介と共作）
- シンシアの光（『ソードアート・オンライン-ロスト・ソング』 オープニングテーマ）- ストリングスアレンジ
- 虹の音 （TVアニメ『ソードアート・オンライン Extra Edition』 テーマソング）- ストリングスアレンジ
- nayuta gride - シンセプログラミング
- 空を歩く（ハウステンボス 『100万本のバラ祭」CMソング）- ストリングスアレンジ
- GLORIA SHE LOVES YOU (トリビュート・アルバム) - ストリングスアレンジ
- enigmatic karma - ストリングスアレンジ・シンセプログラミング
- Back To Zero - ストリングスアレンジ・シンセプログラミング
- white world - ストリングスアレンジ・シンセプログラミング

Galileo Galilei（Sony Music）
- 稚内 - ブラスプロデュース、ブラスアレンジ
- フリーダム - コーラスアレンジ

茅原実里（ランティス）
- 儚くも美しき世界の中で - 作曲・編曲
- Fountain of mind - 作曲・編曲
- 真白き城の物語 - 編曲
- TVアニメ『RAIL WARS!』キャラクターソング「独りじゃない可能性」（歌 / 茅原実里） - 作曲・編曲
- TVアニメ『ノブナガ・ザ・フール』挿入歌「アメツチの謳」（歌 / 茅原実里） - 作曲・編曲
- TVアニメ『ヴァイオレット・エヴァーガーデン』Vocal album「女神の祈り -Requiem」（歌 / 茅原実里）- 作曲・編曲

田所あづさ（ランティス）
- セッナレター - 編曲

ASUKA（ランティス）
- to be continued - 編曲

pelo（ポリドールレコード）
- 心のかけら - 作曲・編曲
- 碧の星 - 作曲・編曲

小橋亜樹（テイチクエンタテインメント）
- 飲むしょ朝まで - 編曲
- 愛・寿留女節 - 作曲・編曲

## CREATIVE OFFICE CUE関連
- ともに生きよう - 編曲 (共作/ターナーカー）
- Last winter song（歌/戸次重幸）- 編曲
- Merry CUEristmasちょっと早めのX’mas song （歌/大泉洋)  - 編曲 （田中一志と共作）
- はてのあるその時間（とき）とめぐる季節のそのなかで （歌/安田顕) - 編曲
- ハナ～僕とじいちゃんと（歌/大泉洋) - 編曲
- ナックスハリケーン(TEAM★NACS) - 編曲
- 札幌市豊平区豊平5条11丁目1-1 (歌/安田顕） - 編曲
- ハッスルマッスルCDJ  (歌/安田顕）- 編曲
- きみからつづく(歌/音尾琢真) - 編曲
- Christmas Song（OFFICE CUE2011年クリスマスソング /歌/音尾琢真）- 編曲
- wishing smile (歌/オクラホマ) - 編曲
- ゼロ・ワン・ツー・ゼロ (歌/大小) - 編曲
- 毛布になりたい(歌/轟一郎＆御社亜紀）- 編曲
- 手と手 (歌/AKN.33.333）- 編曲
- 最初のクリスマスソング（OFFICE CUE2009年クリスマスソング/歌/ 森崎博之）- 編曲
- 微笑みだけがそこにいる（大澤誉志幸のカバー曲/歌/大泉洋、音尾琢真、オクラホマ）- 編曲
- Extra_Fallin - 編曲

## 舞台音楽
- 「PRIMITIVE」札幌文化芸術劇場 hitaruにて上演 - 作曲・編曲・演奏

- 『TEAM-NACS 第10回公演「LOOSER」失い続けてしまうアルバム』オリジナルサウンドトラック 
  - 新撰組、討ち入り（作曲・編曲）
  - 龍馬台頭 （作曲・編曲 ）
  - 幕末乱世 （作曲 ・編曲）
  - 尊王と佐幕 （作曲・編曲）
- 鈴井貴之リーディングドラマ　第一章“DIARY(ダイアリー)～失ったガラスの靴を探して“（ピアノ編曲･演奏にて出演）

- CUE DREAM JAM-BOREE 2004~2016 ステージ音楽、アルバム制作
- CUE DREAM JAM-BOREE 2007年（大泉バンドにてピアノ担当）
- CUE DREAM JAM-BOREE 2004年（ピアノ･キーボード担当）
- 第29回ホワイトイルミネーションコラボレートソング「Fallin’ Snow~X’mas version~」(コーラスアレンジ）

## イベント音楽
- ThankCUE FANMEETING 2017年〜2020年 - 音楽制作
- 2015年、2016年、2017年、さっぽろホワイトイルミネーションコラボレートソング
- ピエトラセレーナドレスショー音楽制作

## TV番組
HTBドラバラシリーズ挿入歌
- ありがとうの歌（歌/大泉洋と山田家のみなさん）- 編曲
- 君には（歌/音尾琢真）- 編曲
- やっちゃうよ （歌/轟一郎）- 編曲
- 安田国歌（歌/安田顕、小橋亜樹、河野真也）- 編曲
- ハッスルマッスルブギ （歌/マッスルブラザーズ）- 編曲
- 劇中インスト - 編曲

## ラジオ番組
- エフエム北海道AIR-G`Kayo's Radio「ECCENTRIC CHIC（エキセントリック シック）」（毎週水曜日25:00～25:30） - 番組制作/テーマ曲/ジングル/パーソナリティー担当

- エフエム北海道AIR-G`「brilliant days」  - ジングル制作
- エフエム北海道AIR-G`「モリーステージ」 - 番組挿入曲『家族へのラブレター』　オリジナルサウンドトラック"ノスタルジア" (作曲、編曲、弦アレンジ、ピアノ演奏)

- エフエムなよろ テーマ曲、ジングル - 作曲・編曲

## CM ・商業施設
- ACジャパン（北海道）
- 道新スポーツ
- JR北海道
- スウェーデンハウス
- セブンイレブン
- 北海道医療大学
- きた住まいる
- 札幌駅パセオ館内音楽
- 札幌駅ステラプレイス館内音楽

他多数

## Chameleon Label / 制作参加アーティスト
- Sleepy.ab - 「息継ぎ」編曲
- Chima - プロデュース・作詞・作曲・編曲
- プリメケロン Stringsアレンジ
- Shizuka Kanata
- ！(exclamation) 美慶 - プロデュース（田中一志と共同）
- Addiction - プロデュース（田中一志と共同）・弦アレンジ・シンセプログラミング
- Buffalo - プロデュース・編曲・リミックス
- c.cedille - 編曲

## 北海道アーティスト/作曲・編曲・ストリングスアレンジ・プログラミング
- 蓮風-Renpu、ramu －想い－（ToyToy）
- 恵叶人〜ayatori~ (忍弥-niya)
- Back To August（サトウヨシアキ）
- スペースオペラ（Ao）
- 遠くの君へ（Ao）
- 自滅回路（raison d'etre）
- 歯車（REVOLVER AHOSTAR）
- forest（smart tail）

他